# Jaroslav Kubečka
Jaroslav Kubečka (27. října 1934 Turá Lúka – 19. dubna 2025) byl slovenský ekonom a politik HZDS. Na počátku 90. let působil ve funkci ministra hospodářství ČSFR.

## Život
Odmaturoval v roce 1953 na gymnáziu v Myjavě na Slovensku. Vysokoškolské studium absolvoval v roce 1958 na tehdejší Vysoké škole ekonomické v Bratislavě (dnešní Ekonomická univerzita v Bratislavě), kde studoval obor ekonomika průmyslu.
Následně působil ve Slovenském statistickém úřadě v Nitře a na okresní statistické službě v Trenčíně. V letech 1961–1969 působil na ONV v Trenčíně. Poté, co z ONV odešel, působil na generálním ředitelství Slovakotexu (1969–1973) a v Technicko-ekonomickém ústavu textilního a oděvního průmyslu (1973–1990).
V roce 1990 byl jmenován do funkce náměstka ministra průmyslu SR a později i do funkce náměstka ministra hospodářství ČSFR.
V poslední československé federální vládě Jana Stráského zastával od 2. července do 31. prosince 1992 post ministra hospodářství a od 2. července do 29. října 1992 funkci ministra pověřeného řízením ministerstva pro strategické plánování.
Funkci ministra hospodářství zastával i po rozdělení federace ve druhé vládě Vladimíra Mečiara, od 19. března do 10. listopadu 1993.
Po odchodu z ministerstva začal pracovat v Asociaci textilního a oděvního průmyslu SR.